# Саллі Пірсон
Саллі Пірсон (англ. Sally Pearson, при народженні Макліллан (McLellan), 19 вересня 1986) — австралійська легкоатлетка, олімпійська медалістка.

## Виступи на Олімпіадах
| Олімпіада   | Дисципліна                    | Місце |
| ----------- | ----------------------------- | ----- |
| Пекін 2008  | біг на 100 метрів з бар'єрами | 2     |
| Лондон 2012 | біг на 100 метрів з бар'єрами | 1     |